# Ourocnemis boulleti
Ourocnemis boulleti är en fjärilsart som beskrevs av Le Cerf 1911. Ourocnemis boulleti ingår i släktet Ourocnemis och familjen Riodinidae. Inga underarter finns listade i Catalogue of Life.